# 五十嵐哲
五十嵐 哲（いがらし あきら、1947年3月14日 - ） は、日本の化学工学者。工学院大学名誉教授。化学工学会名誉会員。石油学会名誉会員。触媒工学専攻で、触媒学会学会賞や石油学会学会賞など受賞。

## 人物・経歴
1969年東北大学工学部化学工学科卒業。1974年東北大学大学院工学研究科化学工学専攻博士課程修了、工学博士、東北大学工学部化学工学科助手。1984年東北大学工学部化学工学科講師。1986年工学院大学工学部助教授。1993年東京工業大学資源化学研究所非常勤講師。1994年工学院大学工学部教授。1998年触媒学会理事。2000年石油学会石油化学部会長。2002年石油学会理事。2002年化学工学会理事。2004年東北大学多元物質科学研究所客員教授。2004年化学工学会反応工学部会長。2006年東京大学大学院工学系研究科非常勤講師。2008年東京工業大学大学院理工学研究科非常勤講師。2010年石油学会副会長。触媒工学専攻。

## 受賞
- 昭和50（1975）年度石油学会論文賞[2]
- 平成17（2005）年度化学工学会研究賞[2]
- 平成17（2005）年度石油学会学会賞[2]
- 平成20（2008）年度触媒学会学会賞[2]